# 吉隆女贞
吉隆女贞（学名：Ligustrum gyirongense）为木犀科女贞属的植物。分布在中国大陆的西藏等地，生长于海拔2,100米的地区，多生长在河谷杂木林中，目前尚未由人工引种栽培。

## 异名
- Ligustrum confusum Decne. var. macrocarpum C. B. Clarke
- Ligustrum gyirongense P. Y. Bai